# Taixedkhonsu

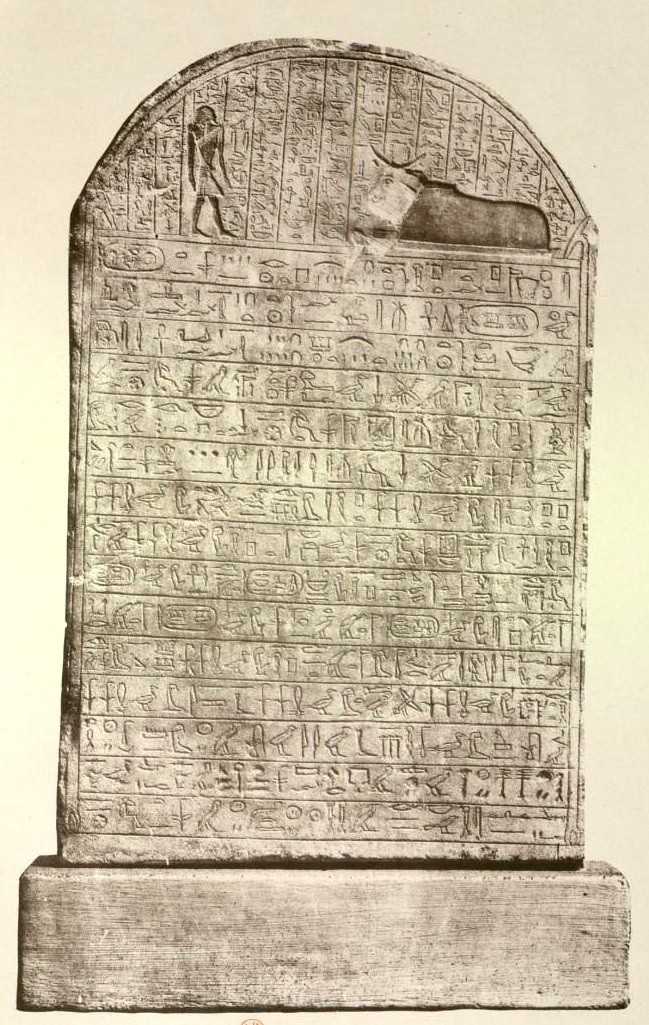
Estela de Pasenhor.

Taixedkhons(u) va ser una reina egípcia de la XXII dinastia. Era l'esposa del faraó Osorkon I i la mare del faraó Takelot I. Dos fills més del rei Osorkon, Iuwelot i Esmendes III, també podrien ser fills seus.
Se la coneix gràcies a l'estela de Pasenhor, on Tashedkhonsu hi porta el títol de Mare del Déu, i on se l'anomena com a esposa d'Osorkon i com a mare de Takelot. També hi ha un uixebti amb el seu nom trobat a la tomba de Takelot II, que era un besnét seu.